# Mike Fusaro
Michele Fusaro (Napoli, 7 dicembre 1946) è un cantante italiano in auge soprattutto negli anni sessanta.

## Biografia
Fusaro ha partecipato per due anni consecutivi al Cantagiro, nel 1963 con Non mi scocciare e nel 1964 con la canzone Il mio amore, scritta da Peppino Gagliardi.
Ha inciso per le etichette Vis Radio e Zeus.
Ha partecipato al film: Urlo contro melodia nel Cantagiro 1963, diretto da Arturo Gemmiti.
Ha continuato l'attività come attore teatrale, entrando nella compagnia di Pupella Maggio.

## Discografia parziale

### 45 giri
- 1964 – Il mio amore/Voglio vederti (un'ultima volta) (Zeus, BE 119)

## Altri brani
- I nostri baci
- La storia finirà
- Era un segreto
- Voglio vederti